# Clinodiplosis insularum
Clinodiplosis insularum är en tvåvingeart som beskrevs av Jean-Jacques Kieffer 1911. Clinodiplosis insularum ingår i släktet Clinodiplosis och familjen gallmyggor. Inga underarter finns listade i Catalogue of Life.